# Augusto Gentile
Augusto Umberto Gentile, conocido también como Augusto Alberto Gentile (11 de septiembre de 1891 - 18 de marzo de 1932) fue un pianista y compositor de tangos argentino.

## Biografía
Gentile nació en Roma, Italia y firmó su segundo nombre "Alberto" porque lo prefería a "Umberto". Hacia 1913 comienza a componer tangos. Como intérprete grabó algunos tangos en piano solo para el sello "Teléfono" en 1918, y también fue director artístico de dicho sello. Trabajó con letristas como Pascual Contursi y Juan Andrés Caruso. Gentile murió en Buenos Aires, Argentina.